# 短柄铜钱树
短柄铜钱树（学名：Paliurus orientalis）为鼠李科马甲子属下的一个种。其种加词“orientalis”意为“东方的”。